# ایران در المپیک تابستانی ۱۹۹۲
ایران در بازی‌های المپیک تابستانی ۱۹۹۲ که در بارسلون اسپانیا برگزار شد با ۴۴ ورزشکار در ۷ رشته ورزشی شرکت نمود و موفق به کسب ۳ مدال و رتبه چهل‌وچهارم در جدول مدال‌ها شد.

## رشته‌ها و تعداد شرکت‌کنندگان
| ورزش             | مردان | زنان | مجموع |
| ---------------- | ----- | ---- | ----- |
| دوومیدانی        | ۲     |      | ۲     |
| مشت‌زنی           | ۶     |      | ۶     |
| دوچرخه‌سواری جاده | ۴     |      | ۴     |
| دوچرخه‌سواری پیست | ۴     |      | ۴     |
| تنیس روی‌میز      | ۱     |      | ۱     |
| تکواندو          | ۳     |      | ۳     |
| وزنه‌برداری       | ۵     |      | ۵     |
| کشتی             | ۱۶    |      | ۱۶    |
| مجموع            | ۴۰    | ۰    | ۴۰    |

## مدال‌ها

### جدول مدال‌ها
| رشته  | طلا | نقره | برنز | مجموع |
| ----- | --- | ---- | ---- | ----- |
| کشتی  | ۰   | ۱    | ۲    | ۳     |
| مجموع | ۰   | ۱    | ۲    | ۳     |

### مدال‌آوران
| مدال | نام           | رشته | مسابقه                |
| ---- | ------------- | ---- | --------------------- |
| نقره | عسکری محمدیان | کشتی | ۴۲ کیلوگرم آزاد مردان |
| برنز | امیررضا خادم  | کشتی | ۷۴ کیلوگرم آزاد مردان |
| برنز | رسول خادم     | کشتی | ۸۲ کیلوگرم آزاد مردان |

در این دوره از مسابقات رشته ورزشی تکواندو حضوری غیر رسمی داشت و بدین سبب مدال نقره فریبرز عسکری در وزن ۷۰ کیلوگرم و مدال برنز رضا مهماندوست در وزن ۷۶ کیلوگرم، در جدول مدالها ، لحاظ نشد.